# Doom
Doom là trò chơi máy tính thuộc thể loại FPS ra đời năm 1993 mang tính bạo lực và kinh dị rùng rợn. Cốt truyện lấy bổi cảnh ở một tương lai xa xôi. Khi mà con người đã tìm được và phát triển công nghệ du hành giữa các chiều không gian do một giống loài đã tuyệt chủng ở sao Hỏa tìm ra. Một tổ chức mang tên United Aerospace Corporation (UAC) nhanh tay chớp lấy cơ hội nghiên cứu công nghệ này và hứa hẹn sẽ thay đổi cả thế giới . Câu chuyện bắt đầu với phân cảnh nhân vật chính (Còn được biết đến với tên "Doomguy" hay sau này còn được gọi là "Doom slayer") lúc này là một lính thủy gan dạ, đã dám đấm sấp mặt một sĩ quan cấp cao vì đã ra lệnh cho mình bắn vào dân thường. Sau đó anh ta sau đó phải chịu một hình phạt là bị gửi tới sao Hỏa với tư cách là lính bảo vệ cho UAC. Tại đây, tổ chức này bắt đầu nghiên cứu công nghệ du hành giữa các chiều không gian trên 2 mặt trăng của sao Hỏa là Phobos và Deimos. Một ngày nọ, căn cứ sao Hỏa nơi nhân vật chính của chúng ta ngày ngày đứng gác bỗng nhận được cuộc gọi báo nguy từ Phobos, rằng “một thứ gì đó tà ác đang chui qua cánh cổng,” trong khi Deimos đơn thuần là biến mất khỏi bầu trời. Doomguy cùng với các đồng đội được gửi lên Phobos để tìm hiểu xem điều gì sẽ xảy ra: anh đứng gác vòng ngoài trong khi các đồng đội đi sâu vào trong căn cứ UAC để điều tra. Sau đó chỉ còn lại sự im lặng đáng sợ, khiến Doomguy phải tự mình cầm súng bước vào trong xem có chuyện gì. Khi bước vào trong, căn cứ UAC lúc này tràn ngập toàn là quỷ, những người đồng đội còn sống sót sau quá trình đi sâu vào kiểm tra căn cứ thì lại trở nên hoang dại và hung hăng, tìm đủ mọi cách để tấn công Doomguy. Thế là người lính của chúng ta phải diệt sạch toàn bộ lũ quái vật trong lúc đi sâu vào trung tâm nghiên cứu của UAC. Sau một hồi xả đạn, Doomguy tìm đến với cánh cổng không gian mà UAC thử nghiệm trên Phobos. Anh bước vào đó để đến với Deimos rồi phát hiện ra xung quanh mình bị bao phủ bởi đủ thứ ác quỷ tởm lợm, những hình ảnh tà ác, những cấu trúc bằng xác thịt mấp máy và một con Cyberdemon khổng lồ. Không còn lựa chọn nào khác, Doomguy lại phải thực hiện một pha thảm sát lũ quỷ tập thể trước khi phát hiện ra rằng Deimos đang lơ lửng trên bề mặt của địa ngục và dập tắt âm mưu xâm lăng thế giới hiện thực của Spiderdemon. Ngay sau khi hạ gục Spiderdemon, lúc này một cách cổng không gian mở ra để đưa nhân vật chính quay trở về Trái Đất. Tưởng chừng như khi quay trở về, Doomguy sẽ được mọi người vinh danh như một người hùng, còn ai xứng đáng với danh hiệu này hơn Doomguy, người đã một mình vác súng ngăn chặn cuộc xâm lăng của bầy ác quỷ, cứu lấy căn cứ UAC và những công trình nghiên cứu. Nhưng Doom Marine không biết điều gì đang chờ đợi mình. Khi khoang đổ bộ xuống mặt đất, thứ anh thấy là một thành phố rực cháy và những người tị nạn cuống cuồng trốn khỏi thành phố chìm trong lửa. Doom Marine hiểu ngay điều gì đang diễn ra: Địa ngục đã trở lại, nhưng lần này ngay trên Trái đất quê nhà chứ không phải trên hành tinh đỏ xa xôi hoang vắng. Vào lúc này lũ ác quỷ đã xuất hiện trên toàn bộ Trái đất, và chúng đang tiêu diệt loài người. Những nhà lãnh đạo còn sống sót quyết định đưa tất cả mọi người bỏ chạy khỏi bề mặt hành tinh trên những phi thuyền khổng lồ, nhưng thật không may là cảng vũ trụ duy nhất của chúng ta đã bị lũ ác quỷ chiếm cứ. Chúng bao phủ cảng bằng một bức tường lửa khổng lồ để ngăn chặn loài người. Những binh sĩ còn sót lại của Trái đất cố gắng xuyên qua bức tường lửa và lũ ác quỷ tại đó nhưng tất cả họ đều thất bại.
Và đó là lúc Doomguy vào cuộc. Anh xé nát hàng ngũ quân thù, đâm xuyên qua mọi hàng phòng thủ và vô hiệu hóa bức tường đang bao bọc những con người còn sống sót trong cảng vũ trụ. Các phi thuyền bay lên không trung và người lính của chúng ta đứng đó để chờ đợi giây phút sau cùng, mãn nguyện vì mình đã cứu được cả chủng tộc, dù bị cả một hành tinh đầy ác quỷ bao phủ xung quanh và có lẽ sự tuyệt chủng của con người tạm thời được trì hoãn. Nhưng đột nhiên từ không gian, một tin nhắn mới được gửi xuống cho biết rằng các thiết bị của chúng ta tìm thấy cánh cổng mà lũ ác quỷ dùng để nối địa ngục với Trái đất. Với mục tiêu mới, Doomguy tìm đến với cánh cổng địa ngục nằm ở ngay thị trấn quê nhà. Anh bước vào trong cánh cổng đó và một lần nữa xé nát địa ngục. Sau khi trở về từ địa ngục, Doomguy cố gắng quay lại với cuộc sống bình thường nhưng điều đó không dễ dàng. Địa ngục và cái ác mà nó chất chứa không phải là nơi mà một con người “bình thường” có thể chịu được. Những bài kiểm tra và các phương thức chữa trị của các bác sĩ không giúp ích được gì cho anh, và lũ ác quỷ tiếp tục ám ảnh anh hàng đêm trong những cơn ác mộng. Trong khi đó, dấu hiệu của những vấn đề mới lại trỗi dậy trên sao Hỏa. Rút kinh nghiệm từ hai thảm họa đã xảy ra, UAC quyết định dùng vũ khí hạt nhân để dập tắt mọi sự sống trên sao Hỏa cũng như trên hai mặt trăng Phobos và Deimos, khiến cả ba thiên thể bị bao phủ dưới một lớp phóng xạ chết chóc. Tuy nhiên cũng chính những lớp phóng xạ này trở thành lớp màn che đậy tầm mắt của UAC, tạo cơ hội cho một trong những kẻ thù nguy hiểm nhất của nhân loại bước vào thế giới hiện thực.
Được gọi là “Mother Demon”, nó rất không hài lòng với cách mà Doomguy đối xử với lũ con của mình. Nó hồi sinh lại tất cả những con quái vật đó với mục đích báo thù, và tin tưởng rằng với số lượng áp đảo và sức mạnh mới từ phóng xạ, đàn con của mình sẽ xé xác Doomguy. Thật tình cờ, nhân vật chính của chúng ta đang bị dằn vặt bởi PTSD, và Rip & Tear tỏ ra là một phương thức lý tưởng để đánh lạc sự chú ý của anh. Vì vậy, tất cả những gì Mother Demon làm được chỉ là đem lại cho Doomguy một biện pháp hữu hiệu để trị liệu những cơn ác mộng ám ảnh hàng đêm. Anh xách chiếc ba lô đầy súng đạn lên và trở lại địa ngục, giúp tất cả những con quái mà Mother Demon đã hồi sinh trải nghiệm cái chết một lần nữa trước khi tự tay bóp chết Mother Demon như một lời cảm ơn. Với ba lần đập tan những cuộc xâm lăng từ địa ngục, Doomguy nhận ra một điều: những cuộc xâm lăng sẽ không bao giờ dừng lại chừng nào kẻ thù còn có cơ hội dưỡng sức và phục sinh. Vì vậy, thay vì trở lại Trái đất một lần nữa, anh quyết định ở lại địa ngục và đóng cánh cổng về Trái đất sau lưng mình. Sau khi đóng cánh cửa về Trái đất lại sau lưng, Doomguy bắt đầu tàn phá Địa ngục, hệt như cách bọn quỷ đã tàn phá thế giới quê nhà của anh trong khi anh đang bận rộn trên sao Hỏa. 
Một ngày dưới triều đại vua Novik, một người xuất hiện tại Argent D’Nur với bộ áo dẫm máu. Anh ta không ngừng nói về sự việc Doom (Vong) và những binh đoàn bóng tới sắp đến. Theo những luật lệ của người Argenta, người lạ mặt được đưa vào đấu trường để chứng minh bản thân, cơ hội để chuộc lại sự tự do của mình qua giao đấu. Và đó không ai khác chính là Doomguy. Khả năng chiến đấu của anh chàng xuất sắc tới nỗi được đưa vào hàng ngũ Night Sentinel dù ràng không cần quân hàm hay chức vụ gì. Mọi sự chưa dừng ở đó, chỉ ít lâu sau sự xuất hiện của người lạ mặt, những cánh cổng màu đỏ từ một vùng đất đầy bóng tối mở ra tại Argent D’Nur những con quái vật có sừng nhảy ra từ đó va người dân Argenta bắt đầu cuộc chiến mà họ gọi là The Unholy War chống lại quân đoàn của địa ngục. Tuy nhiên người dân Argenta dần dần bị lấn át về đội quân của địa ngục vẫn lao lên không biết sợ hãi, giết con này thì con khác xuất hiện thế chỗ. Sau khi nghiên cứu những con quỷ bị bắt, các tu sĩ của họ là Order of the Deag đã phát hiện ra một loại năng lượng mới tạo nên sức mạnh cho lũ quỷ này, họ gọi đó là  – Tinh Chất Địa Ngục. Tinh chất này chảy ra trong máu của lũ quỷ là năng lượng cho phép thuật và sức mạnh của bọn chúng. Người Argenta bắt đầu tập trung nghiên cứu nguồn năng lượng mới này với hi vọng sử dụng nó để chống lại chính bọn quỷ từ địa ngục.
Hơn cả sự mong đợi sau khi nghiên cứu kỹ họ phát hiện Tinh Chất Địa Ngục này tạo nên nguồn năng lượng không những dùng để giết chóc mà còn có thể dùng để tăng cường cho sự sống với khả năng hồi phục chữa lành. Nguồn năng lượng mới mở ra tương lai hứa hẹn không những giúp người Argenta chiến thắng trong cuộc chiến chống lại Quỷ Dữ mà còn đưa họ lên một tầm cao mới về khoa học quân sự và chữa bệnh. Với không Night Sentinel nào bị ốm và không Maykr phải đầu thai nữa, không ai có thể đe dọa tới sự hòa bình trên hành tinh Argent D’Nur. Số đông người Argenta nhanh chóng bị loá mắt bởi sự kỳ diệu của sức mạnh mới, duy chỉ có những người lính Night Sentinel là chống lại được sự cám dỗ mê hồn này. Cuộc chiến của người Argenta lên đến đỉnh điểm khi những kẻ đến từ địa ngục đã triệu hồi Dreadnought là một con quỷ Titan khổng lồ.
Hội Argent D’Nur nghi ngờ đã có phản bội từ bên trong khi một con quỷ khổng lồ như vậy có thể xuất hiện một cách bất ngờ không ai hay biết như vậy. Tuy nhiên họ không có thời gian để điều tra khi mà quân đoàn địa ngục dẫn đầu bởi Dreadnought đã tiến sát, dù với lòng quả cảm của những Night Sentinel hay sự cuồng nộ The Rip and Tear của Doomguy, họ vẫn không thể ngăn chặn được Dreadnought vì hắn quá to lớn và mạnh mẽ. 
Ngược dòng thời gian, thời điểm người Maykr mới được tôn thờ tại Argent D’Nur, Khan Maykr đã đưa ra một lời sấm truyền rằng một ngày sản xuất hiện một Sentinel với dòng máu không thuần chủng sẽ đứng lên chống lại Maykr, đe dọa đến sự cân bằng của vũ trụ. Khan Maykr xây dựng lên Divinity Machine – Cổ Máy Thần Linh, với mục đích ngăn cản kẻ đó. Trước khi một Argenta trở thành Night Sentinel sẽ phải nằm trong cổ máy này để kiểm tra sự thuần khiết trong dòng máu. Ngoài ra, người Maykr còn đặt một Quan Chưởng Ấn tại đây, với mục đích giám sát người Argenta tên gọi là Samur Maykr. Trong thời khắc sinh tồn của Argenta, khi mà mọi nỗ lực dường như không đem lại kết quả, Samur quá ấn tượng với màn trình diễn của Doomguy. Ông ta xuất hiện dẫn Doomguy tới Divinity Machine và bắt đầu một nghi thức huyền bí với hứa hẹn nó sẽ mang lại cho anh ta sức mạnh bất phàm. Sau nghi thức huyền bí đó, Doomguy đứng lên khỏi Cổ Máy Thần Linh và giờ đây được gọi là Doom Slayer – Slayer Vĩ Đại, với đôi mắt rực cháy với sức mạnh ma thuật của Maykr. Anh ta cầm lấy thanh kiếm Argenta Crucible, thanh kiếm này khác với thanh Quỷ Kiếm Demonic Crucible, thanh kiếm bốc lên ngọn lửa của Wraith giống như khi được cầm bởi những vị vua chiến binh Sentinel trước đây 
Trái với thông tục và những luật lệ lâu đời nhất, một người ngoài lần đầu được tiếp sức mạnh để trở thành Night Sentinel, với thanh Argenta Crucible và sức mạnh mới thì Doom Slayer đánh bại Dreadnought đâm ngập thanh kiếm trong trái tim nó và chặn đứng hoàn toàn cuộc xâm lược của lũ quỷ tại Argent D’Nur. Thừa thắng xông lên người Argenta chế tạo ra Atlans – những chiến binh người máy khổng lồ với tầm vóc không thua kém Titan của đội quỷ. Họ tấn công thẳng vào vùng đất của địa ngục sử dụng chính sức mạnh từ Tinh Chất Địa Ngục để chống lại lũ quỷ với liên tiếp những chiến thắng. Doom Slayer trở thành cỗ máy thần thánh của Khan Maykr, một thánh tích sống được đưa xuống từ cõi Thiên Đàng Urdak để trừng trị lũ quỷ dữ của địa ngục. Đội quân Night Sentinel cũng như Doom Slayer mãi mê chiến đấu nhiều năm sau đó, mà không để ý đến sự thay đổi tại Argent D’Nur khi sự phản bội ngấm ngầm diễn ra. Quan Chưởng Ấn Samur cũng mất tích, có lời đồn đại rằng chính ông ấy đã lấy cắp bảo vật của người Maykr chứa tiềm thức của Father. 
Nhưng người lính Night Sentinel không hề hay biết rằng những vùng đất họ chiếm được tại địa ngục đã được Khan Maykr ngấm ngầm ra lệnh cho xây dựng lên những nhà máy để hút Tinh Chất Địa Ngục. Trong một lần xâm nhập sâu vào địa ngục những người lính Night Sentinel phát hiện ra quá trình tạo ra thứ Tinh Chất Địa Ngục đó. Những nạn nhân bị bè lũ quỷ dữ giết sẽ trở thành nô lệ của bọn chúng, da thịt họ bị biến đổi thành chính những con quỷ họ chiến đấu chống, còn linh hồn bị hút lấy để tạo nên thứ tinh chất năng lượng cho địa ngục mà người Argenta trở nên lệ thuộc gần đây. Những người chiến hữu xưa chính là kẻ thù trên chiến trường hôm nay và chính người Argenta đã sử dụng năng lượng từ những linh hồn bị đầy đọa của đồng bào mình để tiếp thêm ngọn lửa chiến tranh. Tồi tệ nữa những nhà máy này không phải bắt nguồn từ địa ngục mà lại có nguồn gốc từ người Maykr, từ Mother God của họ xây dựng nên để thỏa mãn sự thèm khát năng lượng của mình. Khan Maykr đã thỏa ước với 6 chúa tể địa ngục sử dụng tầm ảnh hưởng của mình cho phép địa ngục tấn công những hành tinh, để đổi lấy nguồn năng lượng từ những linh hồn bị giết từ những lũ quỷ. Night Sentinel cảm thấy họ bị phản bội nhiều năm liền, họ là người truyền bá tư tưởng của Maykr và Urdak, nguồn năng lượng từ những vị thần cổ xưa Wraith của họ bị sử dụng để thanh lọc Tinh Chất Địa Ngục tạo nên thứ năng lượng được gọi là Argent Energy cho Urdak và Argenta sử dụng.
Những Night Sentinel với khám phá mới của mình quay trở lại Argent D’Nur với những câu chuyện về sự phản bội của người Maykr. Nhưng thật không may những người Argenta đã quá quen với sức mạnh của Argent Energy và sự tôn sùng Khan Maykr đến nỗi họ nghĩ rằng đây chỉ là phép thử của Khan Maykr. Rằng những người với đức tin không suy chuyển sẽ được lên thiên đàng Urdak và sống vĩnh cửu. Với những gì mà Night Sentinel nói chỉ là lời báng bổ hoang đường.
Không còn lựa chọn nào khác những chiến binh Night Sentinel lại chuẩn bị cho một cuộc chiến mới, nhưng lần này là cuộc chiến với chính những người đồng bào của mình. Nội bộ  bị chia làm 2 phe:
1. Là những người tin vào Maykr sử dụng nguồn năng lượng vấy bản của địa ngục, sức mạnh của Maykr và những Marauder vốn là Night Sentinel trốn khỏi hàng ngũ,
2. Là Night Sentinel với sự ủng hộ của những người Argenta yêu tự do và Doom Slayer

Night Sentinel lên kết hoạch tấn công vào nhà máy tại Nekravol, nơi cung cấp trực tiếp nguồn năng lượng Argent Energy cho Urdak, chặn nguồn cung cấp cho Khan Maykr.
Chúng ta chỉ được biết về những gì Doom slayer thực hiện trong khoảng thời gian này thông qua những gì mà lũ ác quỷ ghi lại trong các tấm bia đá Testament. Dựa theo những gì mà các đoàn thám hiểm của UAC tìm lại được một thời gian rất dài sau đó. Trong các bia đá Testament, lũ ác quỷ kể lại rằng dù cố gắng hết sức mình, ngay cả những kẻ mạnh nhất của Địa ngục cũng lần lượt bị Doom Slayer tiêu diệt, và vì thế chúng phải dùng quỷ kế. Bằng cách dụ Doom Slayer vào Đền Máu và làm cho cả ngôi đền đổ sụp, chúng bẫy được anh và phong ấn anh trong một quan tài đá, đồng thời đánh dấu nơi phong ấn như lời cảnh báo cho lũ ác quỷ phải tránh xa. 
Vào một thời điểm nào đó trong tương lai, ngoài thế giới hiện thực, tập đoàn UAC dưới sự lãnh đạo của Samuel Hayden lại một lần nữa nghiên cứu công nghệ dịch chuyển tức thời và thành công rực rỡ. Những người đi qua các cánh cổng không còn trở nên điên loạn như thuở ban đầu, và thế là Samuel bắt đầu tổ chức nhiều đoàn thám hiểm qua lại giữa hai thế giới để nghiên cứu khoa học, khai thác năng lượng từ Địa ngục để giải quyết vấn nạn năng lượng trên Trái đất. Bây giờ chúng ta có một tin xấu và một tin tốt – tin tốt là một trong những chuyến thám hiểm đó đã mang Doom Slayer trở về thế giới hiện thực. Còn tin xấu? Tất cả mọi thứ. Lũ ác quỷ một lần nữa tìm được đường đến với thế giới hiện thực bằng cách dụ dỗ Olivia Pierce ký hợp đồng với chúng. Bà ta mở ra một cánh cổng địa ngục mới giúp lũ ác quỷ tràn ra và giết chóc những nhân viên của UAC trên sao Hỏa. Tuyệt vọng, Samuel nhớ đến gã đàn ông bí ẩn trong quan tài đá mình mang về và đánh thức anh dậy. Samuel định nói cho anh biết về những gì đang xảy ra, nhưng Doom Slayer biết mình cần phải làm gì. Với mục đích chung là tiêu diệt ác quỷ, Doom Slayer và Samuel Hayden tạm thời hợp tác, nhưng anh vẫn làm việc theo ý mình, đặc biệt là khi phải lựa chọn giữa tiến bộ khoa học với tiêu diệt ác quỷ. Samuel lắp một thiết bị đặc biệt lên Doom Slayer giúp anh có thể đi qua lại giữa thế giới hiện thực và Địa ngục mà không phải phụ thuộc vào hệ thống vận tải thuộc hàng rác rưởi của lũ ác quỷ. Sau rất nhiều lần tàn sát lũ quỷ, Doom Slayer tìm được văn phòng của Olivia Pierce và biết được rằng bà ta đã tìm được chỗ có một thanh kiếm gọi là Crucible, một cổ vật có khả năng hấp thu năng lượng và tiêu diệt ác quỷ chỉ bằng một nhát chém, hoặc mở cổng xuống địa ngục. Anh muốn món đồ này, và dù một số ác quỷ không tin tưởng chiến tích của Doom Slayer là thật cố gắng ngăn cản anh, Doom Slayer vẫn lấy được Crucible trước Olivia. Anh dùng nó để phá hủy những nguồn năng lượng giữ cho cánh cổng nối Địa ngục với sao Hỏa mở ra, và trở lại gặp Olivia Pierce dưới địa ngục. Khi Doom Slayer gặp gỡ Olivia Pierce cũng là lúc bà ta nhận được phần thưởng cho việc bán linh hồn cho ác quỷ: biến thành Spiderdemon thế hệ mới. Nhưng cuối cùng cũng trở thành một Spiderdemon thứ hai nằm dưới chân của Doom slayer. Sau chiến thắng, Doom Slayer trở về từ Địa ngục nhưng lại bị Samuel Hayden phản bội, lấy đi thanh kiếm Crucible và biến mất trước mắt Doom Slayer. Dù Samuel phản bội Doom Slayer, ít nhất thì ông ta không phải (hoặc chưa phải) là kẻ ác, và cũng không hề bán linh hồn cho ác quỷ hay làm hại Doom Slayer. (còn tiếp)